# Mucsény
Mucsény vagy Mucsiny (szlovákul: Mučín) község Szlovákiában, a Besztercebányai kerületben, a Losonci járásban. A Novohrad-Nógrád UNESCO Globális Geopark települése. 

## Fekvése
Losonctól 10 km-re délre fekszik, a magyar határon, gyakorlatilag az Ipolytarnóci Ősmaradványok Természetvédelmi Terület közvetlen északkeleti szomszédságában.

### Szomszédos települések

#### Magyarországon
- Ipolytarnóc
- Mihálygerge

#### Szlovákiában
- Fülekpilis
- Kalonda
- Rapp
- Romhánypuszta

## Története
1246-ban "Mwszink" alakban említik először. Ezután 1275-ben "Muchun", 1448-ban "Mochi", 1496-ban "Muchyn" alakban szerepel az írott forrásokban. A 13. századtól a 16. századig a füleki váruradalomhoz tartozott. A település a török hódítás miatt 1544 és 1596 között elpusztult. A 18. század közepéig puszta volt, csak a század második felében lett újra önálló falu.
1828-ban 34 házában 219 lakos élt, akik főként mezőgazdasággal foglalkoztak. A 19. század második felében a Wohla család birtoka, 1870-től szeszfőzdéje működött.
Vályi András szerint "MUCSINY. Szabad puszta Nógrád Várm. földes Urai több Urak, fekszik Raphoz közel, és annak filiája."
Fényes Elek szerint "Mucsiny, puszta, Nógrád vmegyében, 221 kath. lak. Rapp filialisa."
A trianoni békeszerződésig Nógrád vármegye Losonci járásához tartozott. 1944-ben partizáncsoport működött a területén.

## Népessége
| Év:            | 1994. | 2004.   | 2014.    | 2024.   |
| -------------- | ----- | ------- | -------- | ------- |
| Emberek száma: | 676   | 687     | 772      | 771     |
| Eltérés:       |       | +1,62 % | +12,37 % | -0,12 % |

| Év:            | 2023. | 2024.   |
| -------------- | ----- | ------- |
| Emberek száma: | 761   | 771     |
| Eltérés:       |       | +1,31 % |

1910-ben 559, túlnyomórészt magyar anyanyelvű lakosa volt.
1991-ben a községet még több magyar lakta.
2001-ben 688 lakosából 458 szlovák és 202 magyar volt.
2011-ben 750 lakosából 526 szlovák és 130 magyar volt.
2021-ben 763 lakosából 185 (+16) cigány, 87 (+30) magyar, (+1) ruszin, 455 (+47) szlovák, 4 egyéb és 32 ismeretlen nemzetiségű volt.

## Neves személyek
- Itt született 1882-ben Tarján Ödön mérnök, gyártulajdonos, csehszlovákiai magyar politikus, a Prágai Magyar Hírlap támogatója.

## Nevezetességei
- Klasszicista kúriája a 19. század első felében épült.

## Külső hivatkozások
- Községinfó
- Mucsény Szlovákia térképén
- E-obce.sk Archiválva 2007. szeptember 22-i dátummal a Wayback Machine-ben
- A Novohrad-Nógrád UNESCO Globális Geopark települései